# S/2004 S 21
S/2004 S 21 este un satelit natural al lui Saturn. Descoperirea sa a fost anunțată de Scott S. Sheppard⁠(d), David C. Jewitt⁠(d) și Jan Kleyna⁠(d) pe 7 octombrie 2019 din observații efectuate între 12 decembrie 2004 și 17 ianuarie 2007. 
S/2004 S 21 are aproximativ 3 kilometri în diametru și orbitează în jurul lui Saturn la o distanță medie de 22,645 Gm în 1272,61 zile, la o înclinație de 160° față de ecliptică, în sens retrograd și cu o excentricitate de 0,318. 